# Eocardiochiles
Eocardiochiles – wymarły rodzaj błonkówek z rodziny męczelkowatych. 
Do rodzaju zaliczany jest jeden gatunek – Eocardiochiles fritschii znany z eocenu (priabon). Jego skamieniałości odnaleziono w bursztynie bałtyckim na terenie obwodu królewieckiego.